# Liste der Kulturdenkmale in Börtewitz
In der Liste der Kulturdenkmale in Börtewitz sind die Kulturdenkmale des Leisniger Ortsteils Börtewitz verzeichnet, die bis Mai 2023 vom Landesamt für Denkmalpflege Sachsen erfasst wurden (ohne archäologische Kulturdenkmale). Die Anmerkungen sind zu beachten.
Diese Aufzählung ist eine Teilmenge der Liste der Kulturdenkmale in Leisnig.

## Börtewitz
| Bild           | Bezeichnung | Lage                              | Datierung | Beschreibung | ID       |
| -------------- | --- | --------------------------------- | --- | --- | -------- |
| Weitere Bilder | Dorfkirche und Kirchhof Börtewitz (Sachgesamtheit) | Neue Straße (Karte)               | 16./17. Jahrhundert                                                                                                  | Sachgesamtheit Dorfkirche und Kirchhof Börtewitz, mit den Einzeldenkmalen Kirche, freistehender Glockenturm, Einfriedungsmauer des Kirchhofs, Grabmal Familie Schubert und Kriegerdenkmal für die Gefallenen des Ersten Weltkriegs (09208089); ortsgeschichtliche und ortsbildprägende Bedeutung. | 09303640 |
| Weitere Bilder | Kirche, freistehender Glockenturm, Einfassungsmauer des Kirchhofes, Grabmal der Familie Schubert und Kriegerdenkmal (Erster Weltkrieg) auf dem Kirchhof (Einzeldenkmale der Sachgesamtheit 09303640) | Neue Straße (Karte)               | 16./17. Jahrhundert (Kirche); um 1520 (Schnitzfiguren des Altars); um 1640 (Taufe); um 1700 (Gemälde); 1744 (Empore) | Einzeldenkmale der Sachgesamtheit Dorfkirche und Kirchhof Börtewitz; ortsgeschichtliche Bedeutung. Schmuckloser, einschiffiger Kirchenbau, ältester Teil wohl aus dem 16. Jahrhundert, heutiger Bau geprägt von Umbauten des 17.–19. Jahrhunderts, verputzter Bruchsteinbau mit geradem Ostabschluss und tiefgelaibten Rundbogenfenstern, Rundbogenportal mit spätgotischen Verstabungen. Innen: Holztonne, Emporen von 1744, kleiner Flügelaltar mit Schnitzfiguren von 1520, Gemälde um 1700, Taufe aus Sandstein mit Renaissance-Ornament geschmückt, um 1640. Orgel von Jehmlich 1889, eine der ersten pneumatischen Orgeln in Sachsen. Die Dorfkirche umgibt der alte Kirchhof, welcher von einer neueren Mauer eingefasst wird. Auf dem Kirchhof befinden sich ein frei stehender Glockenturm, das Denkmal für Gefallene des Ersten Weltkrieges sowie ein denkmalwürdiger Grabstein der Familie Schubert (vermutlich 1946 aufgestellt). Der Denkmalwert der genannten Einzeldenkmale ergibt sich aus der baugeschichtlichen, ortsgeschichtlichen und ortsbildprägenden Bedeutung sowie aus der musikhistorischen Bedeutung der Orgel. | 09208089 |
| Weitere Bilder | Herrenhaus (1c, 1d), Torbogen, zwei Wirtschaftsgebäude und Rest des Gutsparkes östlich des Herrenhauses (Gartendenkmal) des Rittergutes                                                              | Neue Straße 1, 1a, 1c, 1d (Karte) | 19. Jahrhundert | Ortsbildprägend, von ortsgeschichtlicher Bedeutung, das Herrenhaus auch von baukünstlerischer und baugeschichtlicher Bedeutung. - Herrenhaus: zweigeschossiger Massivbau, Putzfassade, zeittypische Gestaltung, geschweifter Giebel, Dachreiter, originale Haustür, Walmdach - Nebengebäude: Walmdächer, schlichte Gestaltung, mit Überformungen - Das als Denkmal dazugehörende Stallgebäude (zweigeschossiger Massivbau, Krüppelwalmdach) wurde bereits abgebrochen. Das Rittergut wurde um 1200 gegründet. In den folgenden Jahrhunderten gehörte das Rittergut den Familien von Taupadel, von Günderode, von Ende, von Wolframsdorf, von Buda. Unter dem Besitzer Georg Friedrich von Buda wurde das Herrenhaus im 18. Jahrhundert erbaut. Anfang des 20. Jahrhunderts befand sich das Rittergut im Besitz von Eduard Walter Thomas, welcher 1916/1917 das Herrenhaus grundlegend umbauen ließ. Dabei wurden u. a. das Türmchen und der Giebel aufgesetzt. Das Herrenhaus ist ein zweigeschossiger Massivbau mit Putzfassade, geschweiftem Giebel, Walmdach mit Dachreiter. Weiterhin blieben zwei Wirtschaftsgebäude, eventuell Gesindehaus und Pferdestall, erhalten. Beides sind schlichte zweigeschossige Gebäude mit verbretterten Obergeschossen und Walmdächern. Östlich des Herrenhauses Rest des ehemaligen Gutsparkes, landschaftlich gestalteter Park mit Teich und Insel, Wiesenfläche mit verteilten Gehölzen, darunter Blut-Buche, Goldregen, Schwarz-Kiefer, Garten-Magnolie, Lawsons-Scheinzypresse, Hänge-Weide, Hänge-Ulme, Rhododendron, Hainbuche, Linde. Der Denkmalwert der genannten Teile des Rittergutes leitet sich vor allem vom ortsgeschichtlichen Wert ab. Auf Grund seiner anspruchsvollen architektonischen Ausbildung und seiner Authentizität kommt dem Herrenhaus auch eine baukünstlerische und baugeschichtliche Bedeutung zu. | 09208091 |
| Weitere Bilder | Häuslerhaus | Neue Straße 22 (Karte)            | Um 1700 | Alte Fachwerk-Konstruktion mit Kopfstreben, von bau- und ortsgeschichtlichem Wert. Erdgeschoss massiv, Obergeschoss Fachwerk, Satteldach (Dachpappe). Häuslerhaus, um 1700 erbaut, später umgebaut. Zweigeschossiges Fachwerkgebäude mit massivem Erdgeschoss (vermutlich unterfahren). Teilweise blieben Konstruktionselemente einer älteren Fachwerkkonstruktion erhalten, so beispielsweise Fuß- und Kopfstreben. Auch die ehemaligen wesentlich kleineren Fensteröffnungen, heute mit Lehm ausgefacht, sind teils noch gut erkennbar. Abgeschlossen wird dieses Haus durch ein steiles Satteldach. Als eines der ältesten erhaltenen Fachwerkhäuser des Ortes kommt diesem Gebäude große orts- und baugeschichtliche Bedeutung zu. | 09208092 |
|                | Häuslerhaus | Neue Straße 26 (Karte)            | Um 1800 | Weitestgehend intakter Fachwerk-Bau in landschaftstypischer Holzbauweise, straßenbildprägend von baugeschichtlichem und sozialgeschichtlichem Wert. Erdgeschoss massiv, Obergeschoss Fachwerk, Satteldach, Frackdach, Giebelseite: Fachwerk erneuert. Zeit- und landschaftstypisches Fachwerkhaus mit massivem Erdgeschoss. Traufseitig erweitert, dadurch Satteldach zum Frackdach heruntergezogen. Das Haus beeindruckt durch seinen guten Originalzustand und dokumentiert somit eindrucksvoll Bauhandwerk und Lebensbedingungen seiner Entstehungszeit. Der Denkmalwert leitet sich von der bau- und sozialgeschichtlichen Bedeutung des Hauses ab. | 09208093 |

## Tabellenlegende
- Bild: Bild des Kulturdenkmals, ggf. zusätzlich mit einem Link zu weiteren Fotos des Kulturdenkmals im Medienarchiv Wikimedia Commons. Wenn man auf das Kamerasymbol klickt, können Fotos zu Kulturdenkmalen aus dieser Liste hochgeladen werden:
- Bezeichnung: Denkmalgeschützte Objekte und ggf. Bauwerksname des Kulturdenkmals
- Lage: Straßenname und Hausnummer oder Flurstücknummer des Kulturdenkmals. Die Grundsortierung der Liste erfolgt nach dieser Adresse. Der Link (Karte) führt zu verschiedenen Kartendiensten mit der Position des Kulturdenkmals. Fehlt dieser Link, wurden die Koordinaten noch nicht eingetragen. Sind diese bekannt, können sie über ein Tool mit einer Kartenansicht einfach nachgetragen werden. In dieser Kartenansicht sind Kulturdenkmale ohne Koordinaten mit einem roten bzw. orangen Marker dargestellt und können durch Verschieben auf die richtige Position in der Karte mit Koordinaten versehen werden. Kulturdenkmale ohne Bild sind an einem blauen bzw. roten Marker erkennbar.
- Datierung: Baubeginn, Fertigstellung, Datum der Erstnennung oder grobe zeitliche Einordnung entsprechend des Eintrags in der sächsischen Denkmaldatenbank
- Beschreibung: Kurzcharakteristik des Kulturdenkmals entsprechend des Eintrags in der sächsischen Denkmaldatenbank, ggf. ergänzt durch die dort nur selten veröffentlichten Erfassungstexte oder zusätzliche Informationen
- ID: Vom Landesamt für Denkmalpflege Sachsen vergebene, das Kulturdenkmal eindeutig identifizierende Objekt-Nummer. Der Link führt zum PDF-Denkmaldokument des Landesamtes für Denkmalpflege Sachsen. Bei ehemaligen Kulturdenkmalen können die Objektnummern unbekannt sein und deshalb fehlen bzw. die Links von aus der Datenbank entfernten Objektnummern ins Leere führen. Ein ggf. vorhandenes Icon  führt zu den Angaben des Kulturdenkmals bei Wikidata.